# جيمس أنتوني بيرسون
جيمس أنتوني بيرسون (بالإنجليزية: James Anthony Pearson)‏ هو ممثل بريطاني، ولد في 1989 في المملكة المتحدة.

## أعمال

### أفلام
- (2007) سيطرة[3]

## وصلات خارجية
- جيمس أنتوني بيرسون على موقع IMDb (الإنجليزية)
- جيمس أنتوني بيرسون على موقع قاعدة بيانات الفيلم (الإنجليزية)